# 12288 Verdun
A 12288 Verdun (ideiglenes jelöléssel 1991 GC6) a Naprendszer kisbolygóövében található aszteroida. Eric Walter Elst fedezte fel 1991. április 8-án.